# Maria Anna de Raschenau
Maria Anna de Raschenau, née le 3 septembre 1650 à Vienne et morte le 4 juin 1714 dans cette même ville, est une compositrice et chanoinesse autrichienne.
Elle a été active à Vienne, mais ne faisait pas partie de la cour. Elle a été le maître de chapelle au couvent St Jakob auf der Hülben de Vienne. Raschenau a écrit un oratorio sur un livret de MA Signorini, Le sacre visioni di Santa Teresa, qui a été créé le 20 mars 1703. La partition a fait partie de l'Österreichische Nationalbibliothek, mais n'était plus au catalogue en 1991, et est supposé être perdue. Raschenau était une contemporaine d'autres compositrices d'oratorio, Caterina Benedicta Grazianini, Maria Grimani et Camilla de Rossi, qui étaient aussi des chanoinesses.